# Merritt Giffin

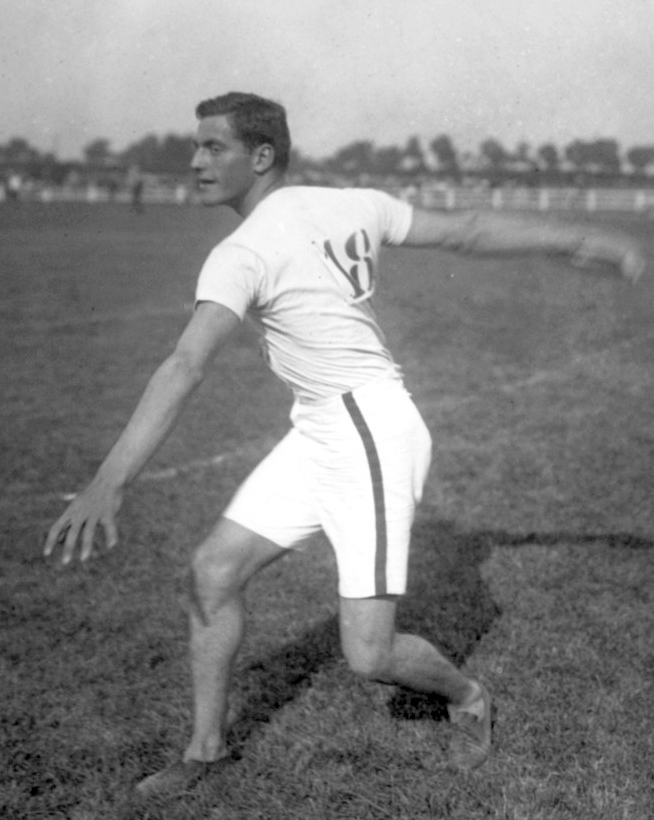
Merritt Giffin en 1908.

Merritt Hayward Giffin (20 de agosto de 1887, murió el 11 de julio de 1911 en Joliet, Illinois) fue un atleta estadounidense que compitió en los Juegos Olímpicos de 1908 en Londres.
Giffin ganó la medalla de plata olímpica en atletismo en 1908 en Londres. Terminó segundo en el lanzamiento de disco con un 47,70 metros por detrás de su compatriota Martin Sheridan quien ganó en dicha competencia con un nuevo récord olímpico 40,49. EE. UU. ganó las tres medallas, el bronce fue para Marquis Horr.